# Lutzomyia pusilla
Lutzomyia pusilla är en tvåvingeart som beskrevs av Dias E. S., Martins A. V., Falcão A. L., Silva J. E. 1986. Lutzomyia pusilla ingår i släktet Lutzomyia och familjen fjärilsmyggor. Inga underarter finns listade i Catalogue of Life.